# Mortem
Mortem ist eine Death-Metal-Band aus Peru.

## Bandgeschichte
Mortem wurde 1986 von Alvaro Amduscias (Gesang, Schlagzeug) und Fernán Nebiros (Gitarre, Bass) in Lima gegründet. Beeinflusst von Bands wie Slayer und Venom, sowie diversen Underground-Bands aus der beginnenden Death-Metal-Szene begann man sich auf die Suche nach einem Line-up zu machen. Die Szene in Peru war sehr klein, die meisten Bands waren nur durch Tapetrading bekannt und so gestaltete sich die Suche sehr schwierig. Als Zwei-Mann-Band nahm man 1987 eine erste Demoaufnahme namens Historias de la Cripta auf.
1988 fand sich ein erstes Line-up und die Band spielte zum ersten Mal live. In der Folgezeit wurden in wechselnden Besetzungen vier Demos aufgenommen. 1995 erscheint schließlich das Debütalbum Demon Tales, das zuerst nur in Peru vertrieben wird. erst 1996 veröffentlicht das deutsche Independent-Label Merciless Records das Album für den europäischen Markt. The Devil Speaks in Tongues, das Zweitwerk, erscheint 1998. Nachdem sich 1999 ein stabiles Line-up herauskristallisierte veröffentlicht man zum dritten und letzten Mal ein Album namens Decomposed Possession über Merciless Records. Die Band macht danach eine vierjährige Veröffentlichungs-Pause, da Gründungsmitglied Fernan Nebiros in Arizona seinen Master in Linguistik machte. Die Band probte in dieser Zeit nur sporadisch und spielte gelegentlich live. 2003 kommt es zu einer Mini-Tour durch Europa, die Band gastiert u. a. in Deutschland und Schweden.
2004 unterschreibt Mortem bei Iron Pegasus Records. Im gleichen Jahr spielen sie zum ersten Mal in den USA, im Vorprogramm von The Chasm in Chicago. 2005 erschien das bis dato letzte Studioalbum von Mortem, De Natura Daemonum. 2006 wird noch eine EP namens Devoted to Evil nachgeschoben. Ein auf 1000 Stück limitiertes Livealbum erscheint 2007 beim peruanischen Label Heavier Records.

## Musikstil
Mortem spielt schnellen, technischen Old-School-Death-Metal im Stile von Morbid Angel und Necrodeath. Ihre Musik wird angereichert durch die charakteristischen südamerikanischen Thrash-Elemente, wie sie auch bei Sarcófago und den älteren Sepultura zu vernehmen sind.

## Diskografie
- 1995: Demon Tales (Album)
- 1998: The Devil Speaks in Tongues (Album)
- 2000: Decomposed by Possession (Album)
- 2005: De Natura Daemonum (Album)
- 2006: Devoted to Evil (EP)
- 2007: Demonios atacan Los Angeles (Livealbum)